# Matrifocaliteit
Matrifocaliteit is een gezinsvorm waarbinnen vrouwen, vaak moeder en dochter, en eventueel grootmoeder, een centrale positie innemen. Ze treedt ook als gezinshoofd naar buiten op. De man neemt binnen het gezin een marginale positie in. Vaak heeft een moeder kinderen van verschillende vaders. Deze gezins- en samenlevingsvorm komt vooral voor in het Caribische gebied. Dit gezinstype zou volgens antropoloog Oscar Lewis ook veel voorkomen in achterstandswijken waar een cultuur van de armoede heerst.